# سیکسپنی هنلی
سیکسپنی هنلی (به انگلیسی: Sixpenny Handley) یک روستا در بریتانیا است که در Sixpenny Handley and Pentridge واقع شده‌است. سیکسپنی هنلی ۱٬۲۳۳ نفر جمعیت دارد.